# أغستا
أغستا (بالإنجليزية: Agusta)‏ هي شركة مقرها مدينة فاريزي الإيطالية والمملكة المتحدة وتعتبر من الشركات الرائدة في تصنيع الطائرات المروحية. تم دمجها مع ويستلاند هليكوبتر لتصبح أغستاوستلاند.

## التاريخ
- كانت بداياتها في عام 1952 برخصة تصنيع مروحيات شركة بيل للطائرات الأمريكية، ولاحقا سيكورسكي للطائرات ومن ثم بوينغ وماكدونل دوغلاس.
- في منتصف عام 2000 قامت الشركة المنتجة فينميكانيكا بالاندماج مع شركة جي كي إن البريطانية تحت الاسم التجاري أغستاوستلاند.
- في 26 مايو 2004 قامت شركة فينميكانيكا بشراء حصة جي كي إن بأكثر من مليار جنية استرليني.
- في عام 2005 قامت بافتتاح فرع لها في مدينة فيلادلفيا وفازت بعقد تصنيع المروحية الرئاسية الأمريكية مارين ون في مصانع سيكورسكي للطائرات.

## خط التصنيع

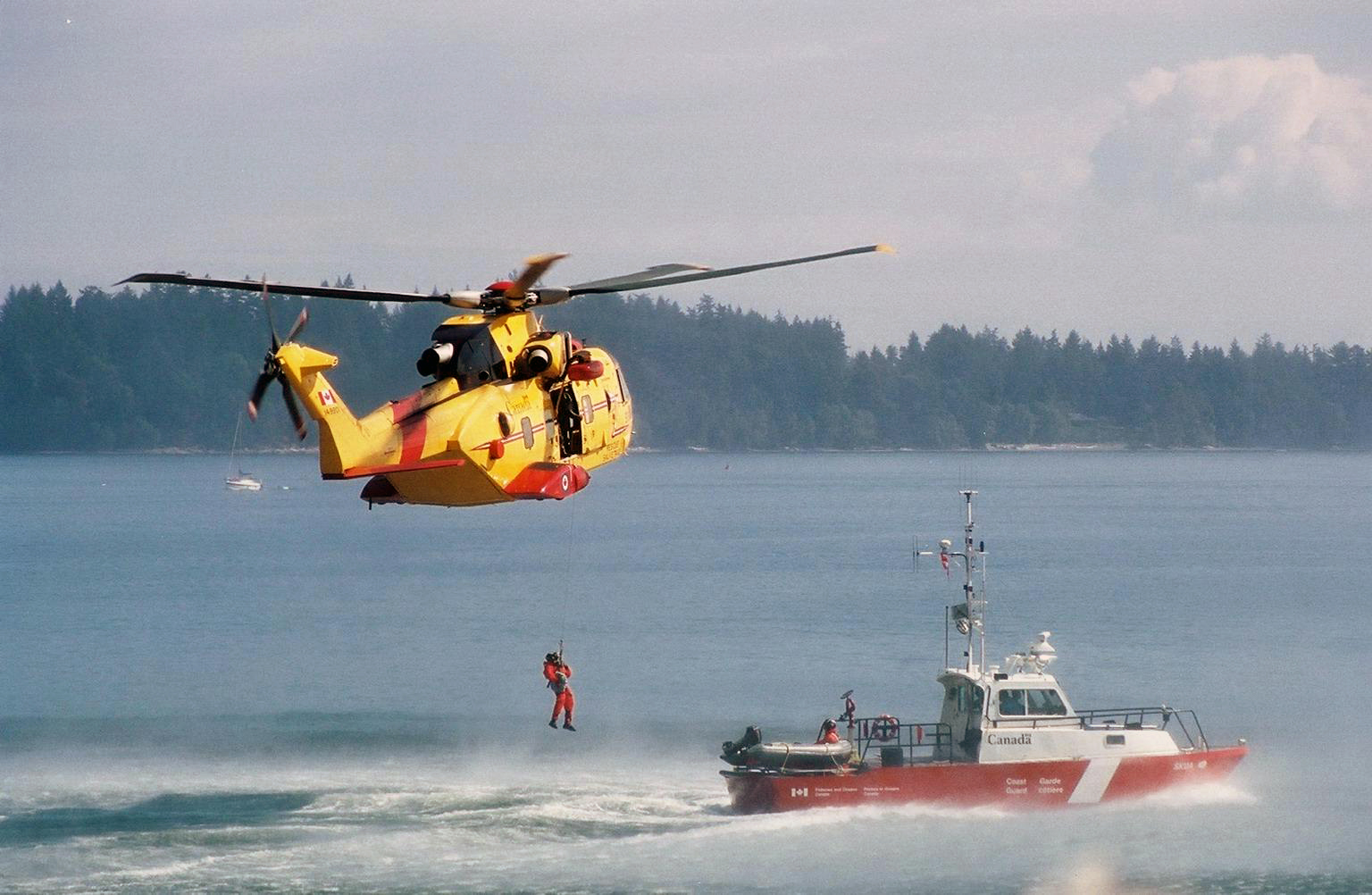
مروحية أغستاوستلاند إيه دبليو101 (سابقاً إي إتش101) تابعة للقوات الجوية الكندية خلال عملية إنقاذ بحري.

- Agusta A.101
- Agusta A.106
- إيه 109/إيه دبليو109
- أغستاوستلاند إيه دبليو 119
- إيه 129 مانغوستا
- أغستاوستلاند إيه دبليو 139
- حصص مشتركة
  - أغستاوستلاند AW101
  - NHI NH90 (شراكة 32%)
  - Bell/Agusta BA609 (شراكة 50%)
- تحت الترخيص
  - Bell 412|AB412